# Машиночитаемость

ISBN-13: пример того, как штрихкод EAN-13 отображает информацию, читаемую и компьютерами, и людьми.

Термин машиночитаемость (калька с англ. machine-readable) соответствует возможности декодирования информации из её формы представления (хранения), чтения (т. е. сканирования или восприятия) машиной или компьютером и её интерпретации программным или аппаратным обеспечением. Теоретически, машиной всё может быть прочитано или воспринято, но не обязательно воспринятая информация будет осмыслена.
Чаще всего речь идёт об информации, пригодной к обработке машиной или компьютером без предварительной обработки (на определённом виде носителей, в определённом формате, и т. п.), то есть с соблюдением некоторых условий. Например, информация на магнитном носителе не будет машиночитаемой для устройств чтения оптических дисков, графический файл не будет обработан аудиоредактором, и т. д.
Распространённые технологии хранения и передачи машиночитаемой информации включают обработку сигналов, оптическое распознавание символов (OCR) и штрихкодов. Любая информация, извлекаемая с помощью какой-либо формы энергии, может быть приведена к машиночитаемой форме представления.